# فشار ایستایی
در دینامیک سیالات، فشار ایستایی یا فشار پیتوت، فشاری استاتیک در یک نقطه ثابت در جریان یک سیال است. در نقطهٔ ایستایی سرعت سیال صفر است و تمام انرژی‌های جنبشی به فشار تبدیل شده‌اند. در یک جریان تراکم ناپذیر، فشار ایستایی برابر است با مجموع فشار استاتیک جریان آزاد و فشار دینامیکی جریان آزاد. فشار رکود گاهی اوقات به عنوان فشار پیتوت شناخته می‌شود زیرا با استفاده از لوله پیتوت اندازه‌گیری می‌شود.

## اندازه
اندازه فشار ایستایی را می‌تواند از معادلات برنولی به دست آورد. برای یک جریان تراکم ناپذیر برای هر دو نقطهٔ هم ارتفاعِ ۱ و 2:
{\displaystyle P_{1}+{\tfrac {1}{2}}\rho v_{1}^{2}=P_{2}+{\tfrac {1}{2}}\rho v_{2}^{2}}
نقطه اول در جریان آزاد سیال با سرعت {\displaystyle v} قرار گرفته‌است، جایی که فشار استاتیک حاکم است و دستگاه اندازه‌گیری ای که به بدنه متصل است فشار سیال در حرکت را اندازه می‌گیرد. نقطه ۲ در یک نقطه ایستایی در نظر گرفته شده‌است که در آن سیال نسبت به دستگاه اندازه در حال سکون قرار گرفته و فشار ایستایی است.
بنابر این
{\displaystyle P_{\text{static}}+{\tfrac {1}{2}}\rho v^{2}=P_{\text{stagnation}}+{\tfrac {1}{2}}\rho (0)^{2}}
یا
{\displaystyle P_{\text{stagnation}}=P_{\text{static}}+{\tfrac {1}{2}}\rho v^{2}}
که در آن،
{\displaystyle P_{\text{stagnation}}} فشار ایستایی،
{\displaystyle \rho \;} چگالی سیال،
{\displaystyle v} سرعت سیال و
{\displaystyle P_{\text{static}}} فشار استاتیک است.
بنابر این فشار ایستایی به اندازه {\displaystyle {\tfrac {1}{2}}\rho v^{2}} از فشار استاتیک بیشتر است. به این تفاوت میان این دو نوع فشار ({\displaystyle {\tfrac {1}{2}}\rho v^{2}}) فشار دینامیک می‌گویند. فشار استاتیک تجمع فشار ناشی از سرعت‌های موضعی را در نظر نمی‌گیرد و همان فشار ترمودینامیکی واقعی مایع است.